# Hirehadagali
Hirehadagali oder Hire Hadagali (Kannada: ಹಿರೆ ಹಡಗಲಿ) ist ein ca. 3.600 Einwohner zählendes Dorf im Gemeindebezirk (taluk) von Hadagalli im Zentrum des indischen Bundesstaats Karnataka. Der Ort ist bekannt durch einen mittelalterlichen Tempel im Stil der Chalukya-Architektur.

## Lage
Das Dorf Hirehadagali liegt in einer Höhe von ca. 550 m ü. d. M. etwa 70 km (Fahrtstrecke) südlich der Städte  Gadag bzw. Lakkundi. Das Klima ist subtropisch; Regen fällt zumeist in den Monaten Mai bis Oktober.

## Bevölkerung
Die mehrheitlich Kannada sprechende Bevölkerung des Ortes besteht nahezu ausschließlich aus Hindus. Der männliche und der weibliche Bevölkerungsanteil sind in etwa gleich hoch.

## Wirtschaft
Traditionell spielt die Landwirtschaft die größte Rolle im wirtschaftlichen Leben; angebaut werden Getreide, Linsen und Gemüse aller Art, aber auch Kokospalmen spielen eine wirtschaftlich bedeutende Rolle.

## Geschichte
Im Mittelalter war Hirehadagali Bestandteil des Chalukya- und danach des Hoysala-Reiches, deren Machtpositionen im 14. Jahrhundert vom Vijayanagar-Reich übernommen wurde. Haidar Ali und sein Sohn Tipu Sultan okkupierten die Macht von 1760 bis 1799; danach dominierten die Briten. Ob der Ort schon vor der Tempelgründung existierte oder sich erst danach entwickelte, ist unklar. Eine Inschrift aus dem Jahr 1057 wird manchmal mit der Gründung des Tempels in Verbindung gebracht; eine weitere aus dem Jahr 1108 mit seiner Weihe.

## Sehenswürdigkeiten

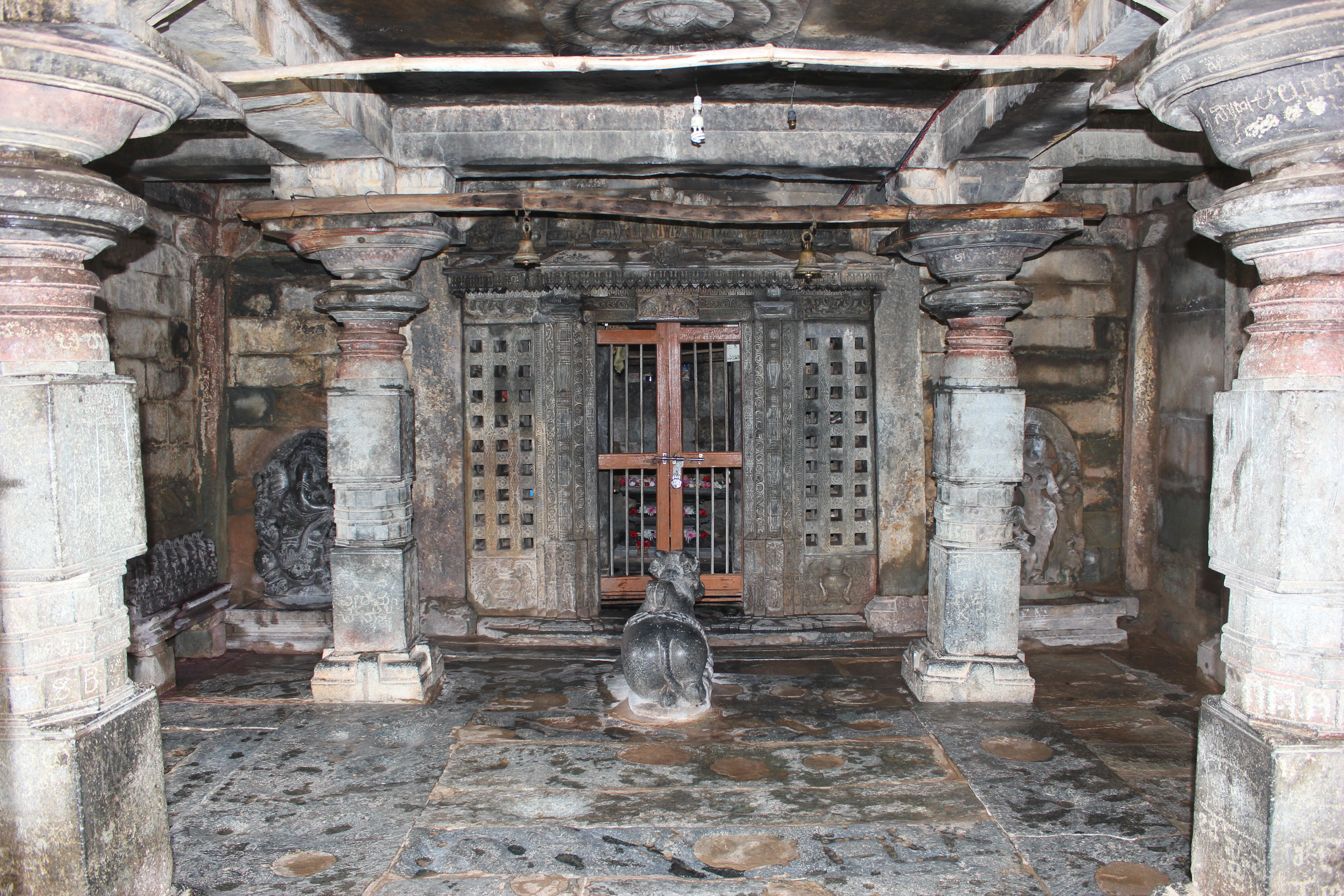
Vorhalle (mandapa)

- Der dem Hindu-Gott Shiva unter seinem regionalen Namen Kalleshvara geweihte Tempel besteht aus drei ineinander übergehenden Bauteilen: Cella (garbhagriha), Vorraum (antarala oder sukhanasi) und Vorhalle (mandapa oder navaranga). Der Tempel ruht nicht auf einer Umgangsplattform (jagati), so dass die rituelle Umschreitung (pradakshina) nur auf dem mit Steinplatten belegten und von mehreren Nebenschreinen umgebenen Erdbodenniveau möglich ist. Die Außenwände des Tempels sind reich gegliedert und ornamentiert (Balkonnischen mit Türmchen etc.); es fehlen allerdings bildliche Arbeiten, doch sind etliche figürliche Stelen ungewöhnlicherweise vor der Sockelzone platziert. Die Cella wird überhöht durch einen horizontal gestuften Turmaufbau (vimana), dessen oberer Teil einschließlich des kalasha-Kruges erneuert wurde. Die Specksteinpfeiler der Vorhalle sind nur in Teilen gedrechselt; die Deckensegmente sind mit flachen Rosetten geschmückt. Unmittelbar vor der Cella findet sich die für einen Shiva-Tempel obligatorische liegende Nandi-Figur; in der Cella selbst befindet sich ein aus schwarzem Stein gearbeiteter Lingam mit umschließender Yoni.
- Innerhalb des Tempelbezirks befindet sich überdies ein gesonderter Kleintempel für einen weiteren Nandi-Bullen.
- Eine Inschrftstele des Hoysala-Königs Vira Ballala II. stammt aus dem Jahr 1212; sie wurde im Tempeleingang aufgestellt. Ihr Bogenfeld ist mit einer dem Lingam opfernden Person, dem Nandi und einer Kuh mit Kalb geschmückt.

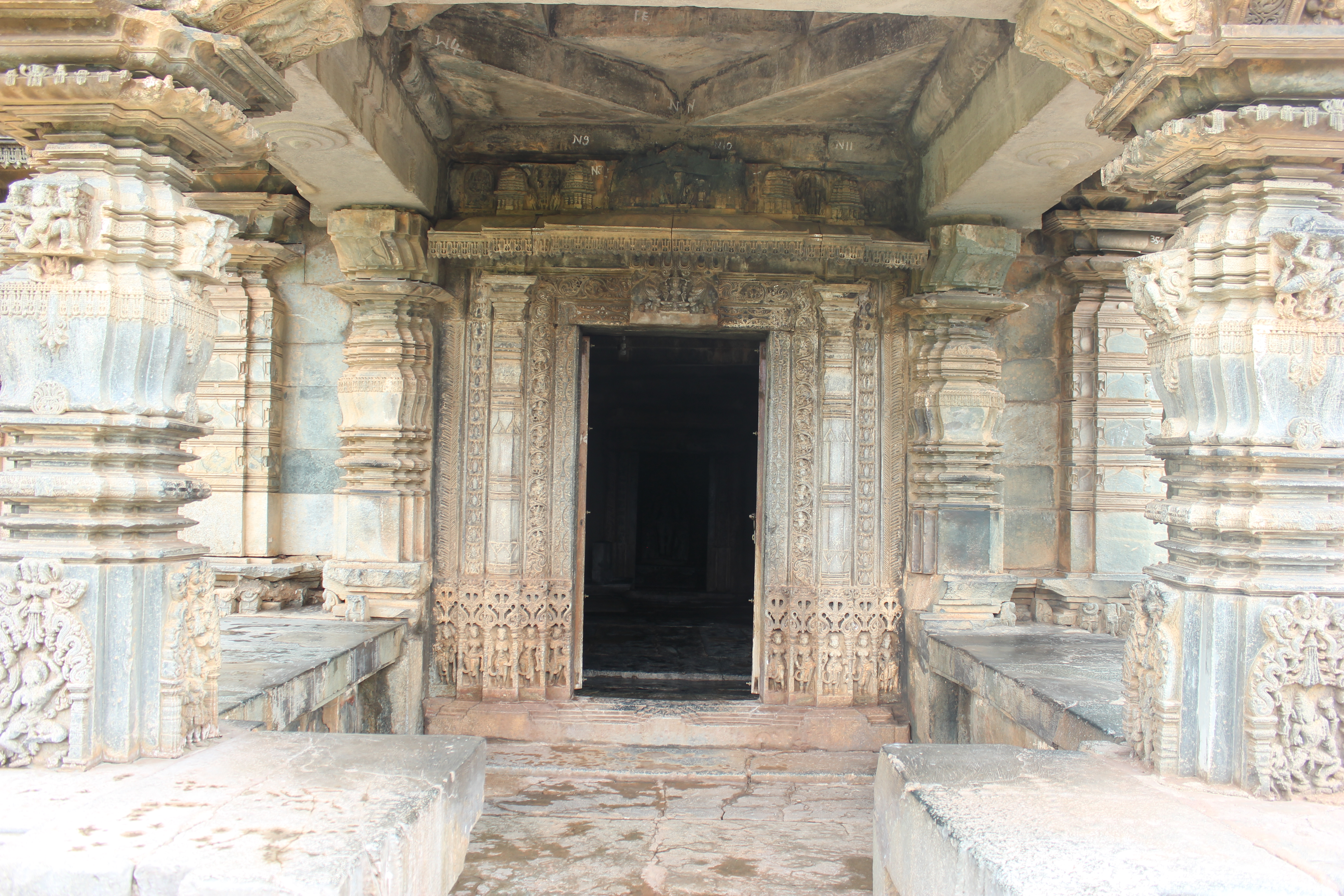
Portal
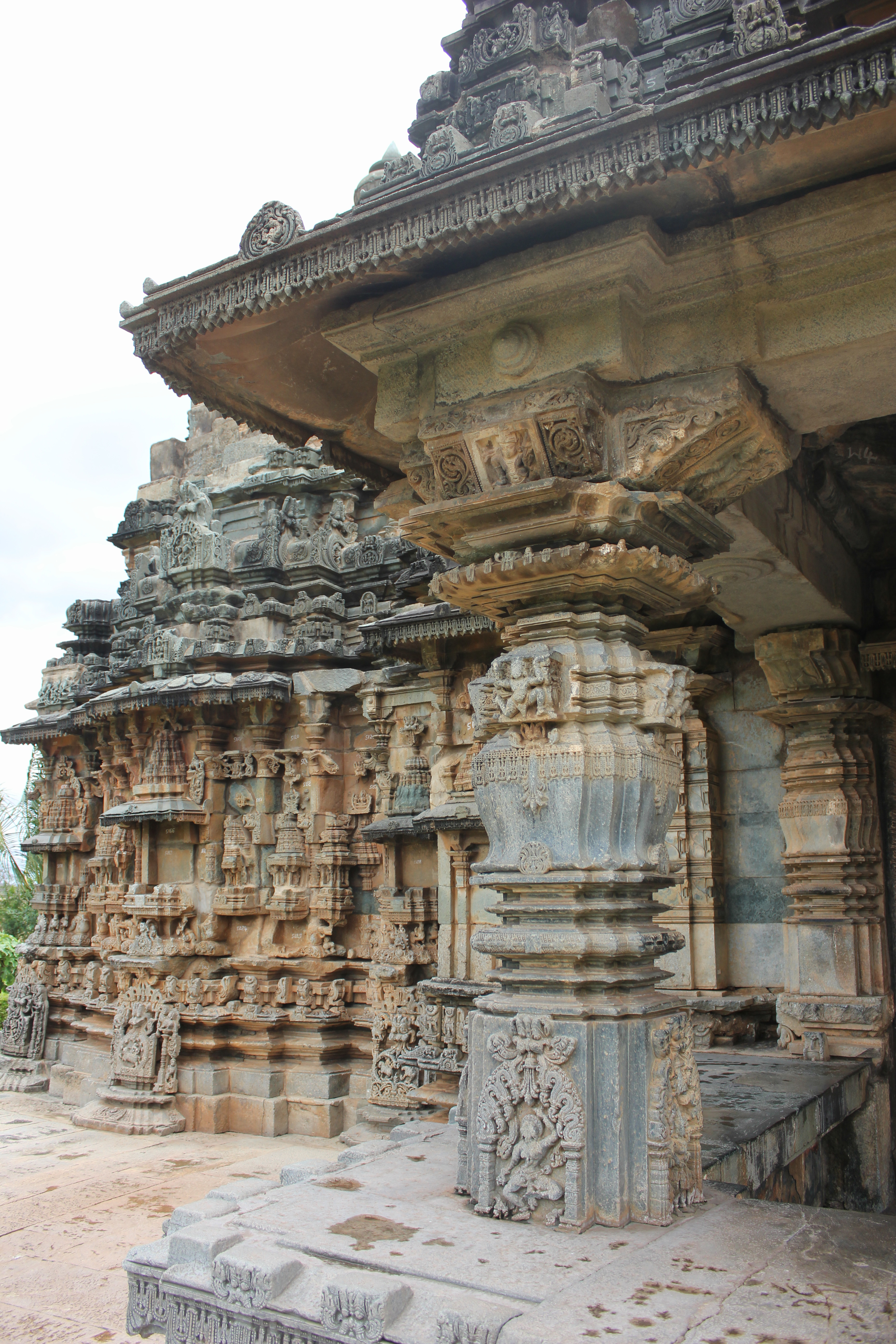
Seitenansicht
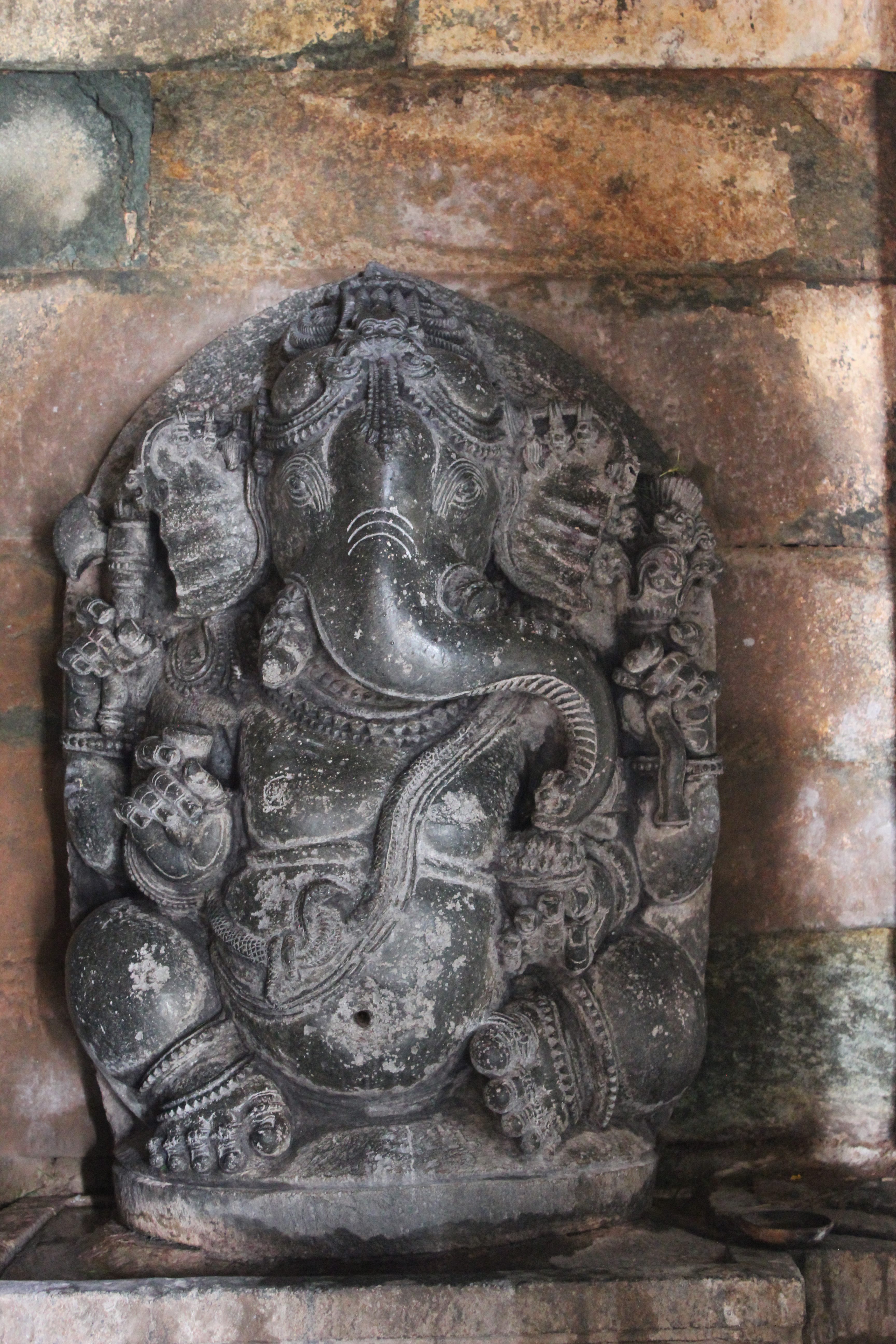
Ganesha-Stele
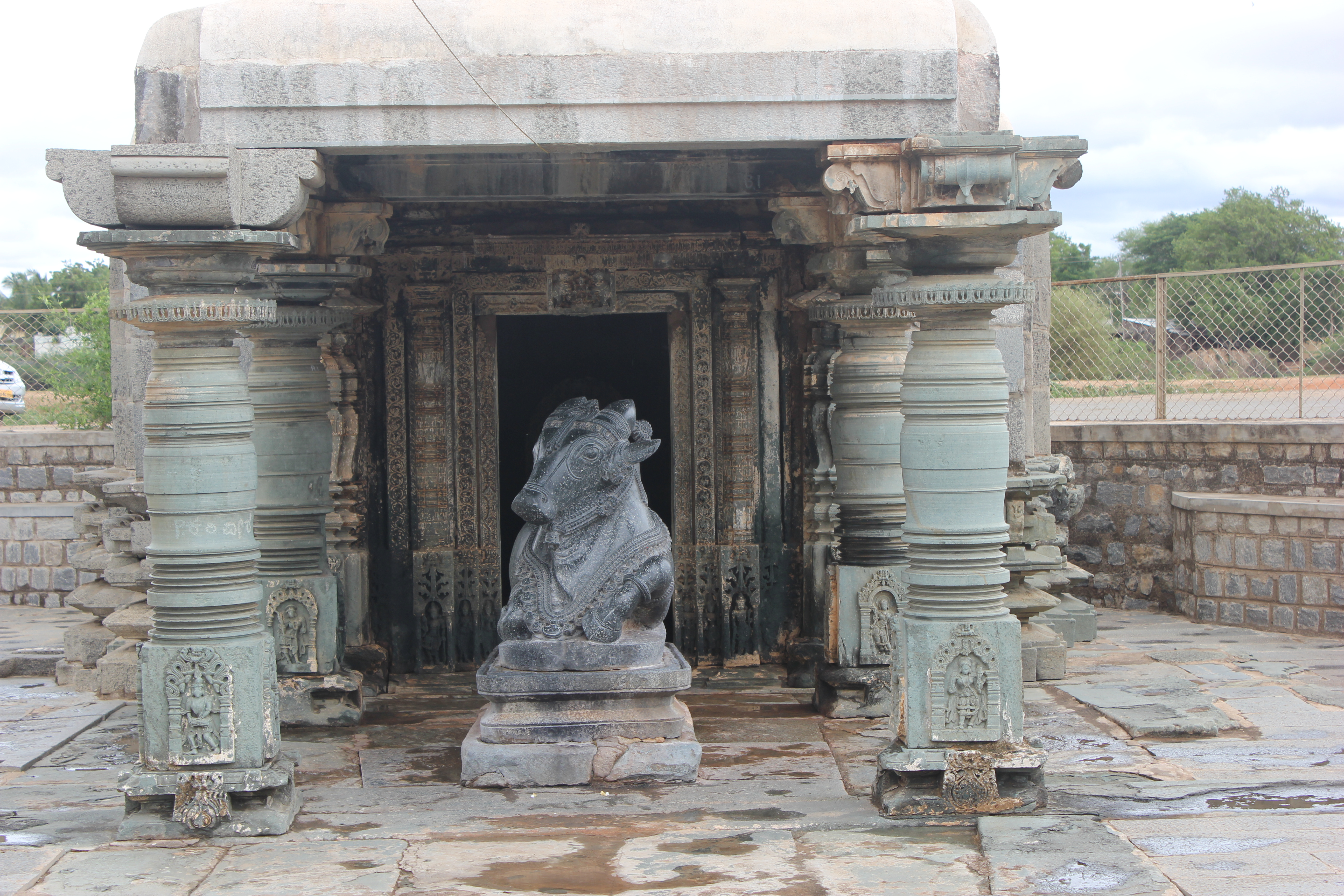
Nandi-Schrein
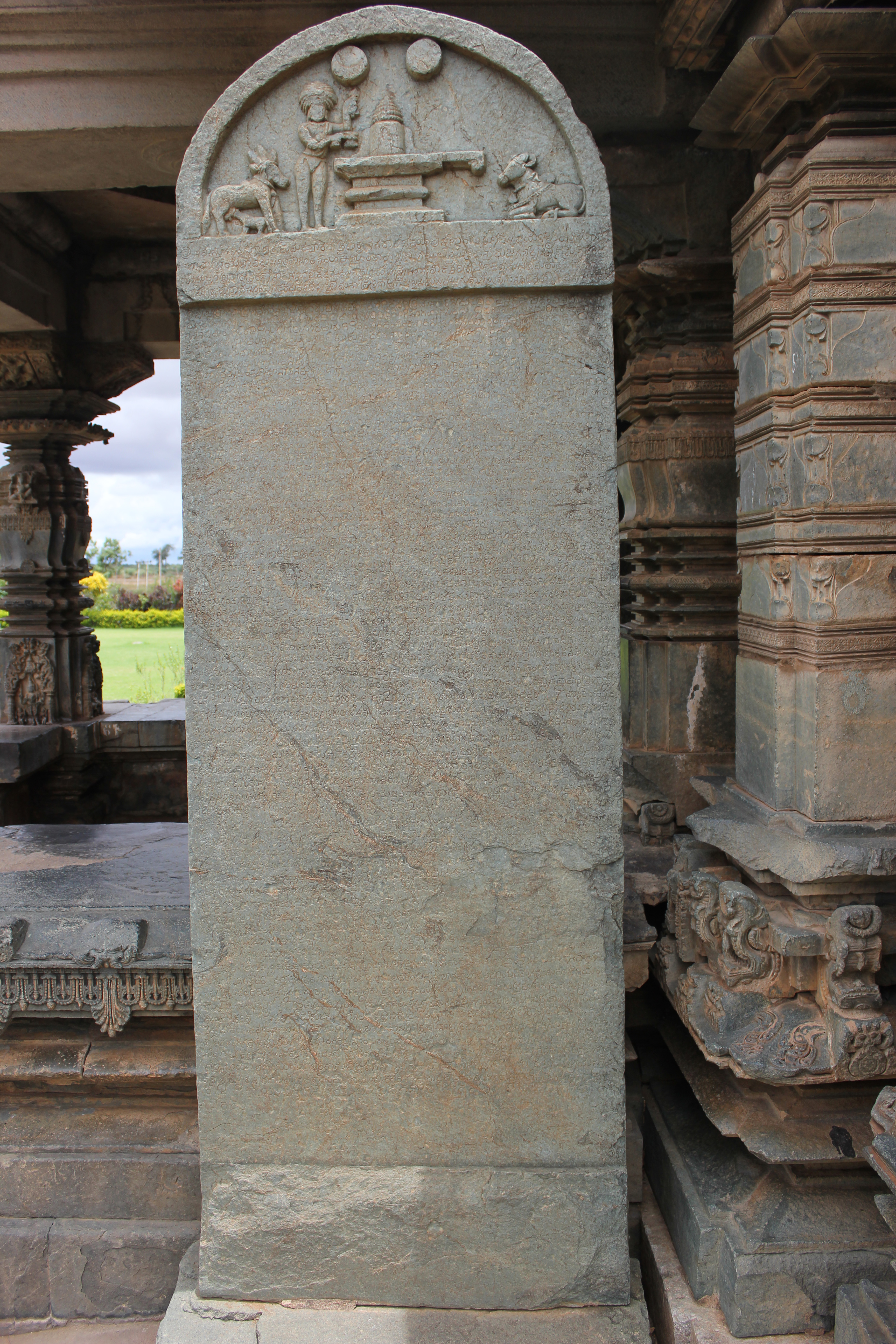
Inschriftstele (1212)